# Antidiurético
Antidiuréticos são fármacos que ajudam a controlar o equilíbrio de fluidos no organismo, reduzindo a micção e a diurese. Seus efeitos são opostos aos dos diuréticos. Os principais antidiuréticos endógenos são a vasopressina (ADH; também chamado de hormônio antidiurético) e a oxitocina. Ambos são usados como medicamentos em pessoas que necessitam de fatores exógenos para auxiliar o equilíbrio de fluidos por meio da supressão da diurese. Além disso, existem vários outros medicamentos antidiuréticos, alguns com composição química semelhante ao ADH e da oxitocina. Os antidiuréticos reduzem o volume de urina produzido pelo organismo, principalmente em pessoas com diabetes insípida (DI), população para a qual os antidiuréticos constituem umas das principais indicações.
A classe de hormônios antidiuréticos inclui a vasopressina (ADH), argipressina, desmopressina, lipressina, ornipressina, oxitocina e terlipressina. Outros fármacos diuréticos usados como adjuvantes são a clorpropamida e carbamazepina.